# William Gilbert
William Gilbert (født 24. maj 1544, død 30. november 1603), også kendt som Gilberd, var en engelsk læge, fysiker og naturfilosof. Han afviste lidenskabeligt både den herskende aristoteliske filosofi og den skolastiske metode til universitetsundervisning.